# マニクアガン・クレーター
座標: 北緯51度23分 西経68度42分 / 北緯51.383度 西経68.700度

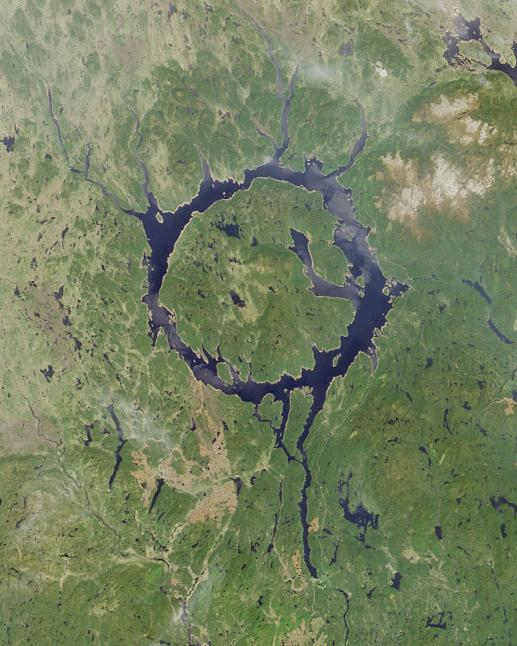
マニクアガン・クレーター

マニクアガン・クレーター（Manicouagan crater）はカナダ･ケベック州コート・ノール地域にある直径約100kmのクレーター。マニトバ州のセイント・マーティン・クレーター、フランスのロシュショール・クレーター、ウクライナのオボロン・クレーター、アメリカノース・ダコタ州のレッド・ウイング・クレーターと合わせて、2億1400万年前に破砕した天体の衝突によって生じた連鎖クレーターであると推定されている（en:Triassic–Jurassic extinction event）。
1970年にクレーター付近を流れるマニクアガン川をせき止めるダニエル＝ジョンソンダムが完成したのに伴い、現在はマニクアガン湖というダム湖になっており、中央部はダム落成の前日に35歳で他界したダムの建設設計者の名をとりルネ・ルヴァスール島と名付けられている。ルネ・ルヴァスール島の大きさは2,020km2に達し、淡水湖の中の島としては世界で二番目に大きい島である（世界一はヒューロン湖内のマニトゥーリン島）。
三畳紀後期の大量絶滅を引き起こしたという説がある。しかし、衝突年代は214±1Ma前（1Maは100万年）で、三畳紀終焉の12±2Ma前であり、衝突が三畳紀末の大量絶滅をもたらしたわけではないという説もある。